# 하나사키역 (홋카이도)
하나사키역(일본어: 花咲駅)은 일본 홋카이도 네무로시에 있는 홋카이도 여객철도 네무로 본선의 역이다. 단선 승강장 1면 1선 구조를 지닌 지상역이었으나, 2016년 3월 26일 이용객 감소와 다이어 개정 등으로 역 업무가 폐지되었다.

## 역 주변
- 하나사키 항만 합동청사
- 하나사키 우체국

## 역사
- 1921년 8월 5일 : 개업.
- 1987년 4월 1일 : 민영화에 따라, 홋카이도 여객철도로 이관.
- 2016년 3월 26일 : 이용객 감소와 다이어 개정으로 역 업무 폐지.

## 인접 정차역
| 홋카이도 여객철도 네무로 본선 | 홋카이도 여객철도 네무로 본선 | 홋카이도 여객철도 네무로 본선 |
| ----------------------------- | ----------------------------- | ----------------------------- |
| 니시와다 구시로 방면          | 네무로 본선                   | 히가시네무로 네무로 방면      |

## 참고 사항
1. ↑  “ja: 八雲・鷲ノ巣、安平・東追分、根室・花咲　ＪＲ、３駅廃止を伝達　小幌駅は存続へ協議” [JR announces closure of 3 stations (Washinosu in Yakumo, Higashi-Oiwake in Abira, Hanasaki in Nemuro) - Discussions to keep Koboro Station open]. 《Doshin Web》 (일본어). Japan: The Hokkaido Shimbun Press. 2015년 9월 2일에 원본 문서에서 보존된 문서. 2015년 9월 2일에 확인함.